# USS Mosley (DE-321)
USS Mosley (DE 321) là một tàu hộ tống khu trục lớp Edsall từng phục vụ cùng Hải quân Hoa Kỳ trong Chiến tranh Thế giới thứ hai. Nó là chiếc tàu chiến duy nhất của Hải quân Hoa Kỳ được đặt cái tên này, theo tên Thiếu úy Hải quân Walter Harold Mosley (1916-1942), phi công từng phục vụ cùng Liên đội Tuần tra 44, được trao tặng Huân chương Ngôi sao Bạc và đã tử trận trong giai đoạn mở màn của Trận Midway vào ngày 4 tháng 6, 1942. Nó đã phục vụ cho đến khi chiến tranh kết thúc, xuất biên chế năm 1946, rồi cuối cùng bị bán để tháo dỡ vào năm 1973. Mosley được tặng thưởng hai Ngôi sao Chiến trận do thành tích phục vụ trong Thế Chiến II.

## Thiết kế và chế tạo
Lớp Edsall có thiết kế hầu như tương tự với lớp Cannon dẫn trước; khác biệt chủ yếu là ở hệ thống động lực Kiểu FMR do được trang bị động cơ diesel Fairbanks-Morse dẫn động qua hộp số giảm tốc đến trục chân vịt. Đây là cấu hình động cơ được áp dụng rộng rãi trên tàu ngầm, được chứng tỏ là có độ tin cậy cao hơn so với lớp Cannon.
Vũ khí trang bị bao gồm ba pháo 3 in (76 mm)/50 cal trên tháp pháo nòng đơn có thể đối hạm hoặc phòng không, một khẩu đội pháo phòng không Bofors 40 mm nòng đôi và tám pháo phòng không Oerlikon 20 mm. Vũ khí chống ngầm bao gồm một dàn súng cối chống tàu ngầm Hedgehog Mk. 10 (có 24 nòng và mang theo 144 quả đạn); hai đường ray Mk. 9 và tám máy phóng K3 Mk. 6 để thả mìn sâu. Con tàu vẫn giữ lại ba ống phóng ngư lôi Mark 15 21 inch (533 mm), và được trang bị radar SC dò tìm không trung và mặt biển. Thủy thủ đoàn đầy đủ bao gồm 186 sĩ quan và thủy thủ.
Mosley được đặt lườn tại xưởng tàu của hãng Consolidated Steel Corporation ở Orange, Texas vào ngày 6 tháng 4, 1943. Nó được hạ thủy vào ngày 26 tháng 6, 1943, được đỡ đầu bởi bà A. G. Mosley, và nhập biên chế cùng Hải quân Hoa Kỳ vào ngày 30 tháng 10, 1943 dưới quyền chỉ huy của Hạm trưởng, Thiếu tá Tuần duyên James Albert Alger, Jr.

## Lịch sử hoạt động
Sau khi hoàn tất việc chạy thử máy huấn luyện ngoài khơi Bermuda, Mosley hộ tống một đoàn tàu vận tải đi từ Norfolk, Virginia sang các cảng Texas tại vùng vịnh Mexico và quay trở về. Sau đó nó lên đường đi New York vào ngày 28 tháng 1, 1944 để cùng Đội hộ tống 46 phục vụ hộ tống vận tải. Từ ngày 31 tháng 1 đến ngày 18 tháng 3, nó hộ tống một đoàn tàu vận tải vượt Đại Tây Dương để đi sang Bắc Phi. Sau một giai đoạn huấn luyện chống tàu ngầm ngoài khơi Block Island, nó đi đến Norfolk vào ngày 1 tháng 4 để tiếp nối nhiệm vụ hộ tống vận tải.
Lên đường vào ngày 4 tháng 4, Mosley hộ tống Đoàn tàu UGS 38 vượt Đại Tây Dương để đi sang khu vực Địa Trung Hải, và băng qua eo biển Gibraltar vào ngày 18 tháng 4. Ngoài khơi bờ biển Algeria lúc khoảng 21 giờ 00 ngày 20 tháng 4, đoàn tàu bị máy bay ném bom Junkers Ju 88 và Heinkel He 111 của Không quân Đức tấn công, chia làm ba đợt. Đợt thứ nhất đã đánh chìm chiếc tàu buôn chở quân SS Paul Hamilton, làm thiệt mạng 580 người; đợt thứ hai đánh trúng hai tàu buôn; và đợt thứ ba đánh trúng ngư lôi vào tàu khu trục  Lansdale (DD-426). Mosley đã thả màn khói ngụy trang bảo vệ các tàu buôn và nổ súng nhắm vào các máy bay tấn công, bắn rơi một máy bay ném bom và gây hư hại cho một chiếc khác trong đợt tấn công thứ nhất.
Sau khi đi đến Bizerte, Tunisia vào ngày 22 tháng 4, Mosley lên đường vào ngày 1 tháng 5 để cùng Đoàn tàu GUS 38 quay trở về Hoa Kỳ. vào sáng sớm ngày 3 tháng 5, tàu khu trục hộ tống chị em Menges phát hiện ra tàu ngầm U-boat U-371 đang ở phía đuôi đoàn tàu vận tải. Khi Menges tiếp cận để tấn công, nó bị hư hại do trúng phải ngư lôi dò âm G7es do U-371 bắn ra. U-371 sau đó bị các tàu chiến Joseph E. Campbell (DE-70), Pride (DE-323), Sénégalais và HMS Blankney (L30) đánh chìm tại tọa độ 37°49′B 05°39′Đ / 37,817°B 5,65°Đ; ba thành viên thủy thủ đoàn chiếc U-boat đã tử trận, và 49 người sống sót bị bắt làm tù binh. Khi đoàn tàu gần đến Gibraltar vào ngày 5 tháng 5, một chiếc U-boat khác, U-967, đã quấy rối đoàn tàu và phóng ngư lôi đánh chìm tàu hộ tống khu trục Fechteler (DE-157). Mosley tham gia truy tìm chiếc U-boat nhưng không có kết quả; nó gia nhập trở lại đoàn tàu tại eo biển Gibraltar và về đến New York vào ngày 22 tháng 5.
Trong tám tháng tiếp theo sau, Mosley còn thực hiện thêm bốn chuyến hộ tống vận tải khứ hồi sang khu vực Bắc Phi, gồm hai chuyến đến Bizerte và hai chuyến khác đến Oran, Algeria. Quay trở về sau chuyến cuối cùng vào ngày 11 tháng 2, 1945, con tàu được bảo trì tại New York trước khi gia nhập Đội đặc nhiệm 22.14, một đội đặc nhiệm tìm-diệt tàu ngầm vốn còn bao gồm các tàu chị em Menges, Pride và Lowe, tại New London, Connecticut vào ngày 23 tháng 2. Đội đặc nhiệm thực hành huấn luyện ngoài khơi Block Island trước khi đi đến Casco Bay, Maine vào ngày 4 tháng 3, và từ ngày hôm sau bắt đầu tuần tra truy tìm tàu ngầm đối phương tại vùng biển ngoài khơi Newfoundland.
Lực lượng phát hiện một mục tiêu lần đầu tiên vào ngày 13 tháng 3, và cuộc truy lùng và tấn công kéo dài suốt năm ngày sau đó. Đến ngày 18 tháng 3, tại vùng biển về phía Tây đảo Sable, những đợt tấn công bằng mìn sâu và súng cối chống ngầm Hedgehog đã khiến rất nhiều bọt khí, mảnh vỡ và một lượng lớn dầu trồi lên mặt nước. Tiếp theo sau đó là một vụ nổ ngầm dưới nước rất lớn lúc 16 giờ 22 phút, ghi dấu việc tàu ngầm U-boat U-866 bị đánh chìm tại tọa độ 43°18′B 61°08′T / 43,3°B 61,133°T; toàn bộ 55 thành viên thủy thủ đoàn chiếc U-boat đều tử trận. Đội đặc nhiệm quay trở về Casco Bay vào ngày 20 tháng 3.
Mosley quay trở lại hoạt động tuần tra chống tàu ngầm tại vịnh Maine từ ngày 24 tháng 3, và sang ngày 4 tháng 4 chuyển sang truy lùng tại Đại Tây Dương về phía Tây Nam mũi Flemish. Vào ngày 10 tháng 4, Đội đặc nhiệm 22.14 gặp gỡ đội đặc nhiệm tìm-diệt được hình thành chung quanh tàu sân bay hộ tống Mission Bay (CVE-59), và bắt đầu tuần tra ngăn chặn phối hợp dọc theo kinh độ 30 Tây. Đơn vị này là một trong số bốn đội đặc nhiệm tìm-diệt được phối thuộc tàu sân bay được huy động trong khuôn khổ Chiến dịch Teardrop, nhằm đối phó với sự xâm nhập của thế hệ tàu U-boat mới được trang bị ống hơi.
Đội của Mission Bay, trong đó có Mosley, được phân công tuần tra khu vực phía Bắc, và từ ngày 10 đến ngày 16 tháng 4 nó đã tìm kiếm trong phạm vi 10 mi (16 km) của hàng rào ngăn chặn. Trong đêm 15-16 tháng 4, đội đặc nhiệm tìm-diệt phía Nam đã tiêu diệt được các tàu ngầm U-1235 và U-880. Chiều tối hôm đó, hàng rào ngăn chặn được dời sang phía Tây dọc theo kinh độ 38 Tây, và Mosley hoạt động tuần tra dọc theo vĩ độ 45 Bắc.
Đến chiều tối ngày 21 tháng 4, Mosley, Lowe và J.R.Y. Blakely (DE-140) phát hiện qua radar một tàu ngầm di chuyển trên mặt nước, có thể là chiếc U-805. Khi khoảng cách rút ngắn còn 9.100 yd (8.300 m), tín hiệu biến mất trên màn hình radar, chứng tỏ đối thủ đã lặn xuống. Mosley tiếp cận để tấn công, bắn các loạt cối Hedgehog nhưng không có kết quả. Ba chiếc tàu hộ tống khu trục tiếp tục truy đuổi và tấn công mục tiêu. Khoảng 02 giờ 00 sáng ngày 22 tháng 4, sonar dò được những vụ nổ dưới nước, có thể là chiến thuật lẫn tránh của chiếc U-boat. Trong khoảng thời gian đó, cách khoảng 100 mi (160 km) về phía Nam, các tàu hộ tống khu trục Carter (DE-112) và Neal A. Scott (DE-769) thuộc đội đặc nhiệm tìm-diệt phía Nam đánh chìm được chiếc U-518.
Đội đặc nhiệm quay trở về Argentia, Newfoundland vào ngày 27 tháng 4 để được tiếp liệu, rồi tiếp tục tuần tra ngăn chặn từ ngày 2 tháng 5. Mosley tuần tra tại khu vực khoảng 300 mi (480 km) về phía Nam Cape Race, Newfoundland, và tiếp tục hoạt động này cho đến khi chiến tranh chấm dứt tại Châu Âu. Con tàu quay trở về New York vào ngày 14 tháng 5, được bảo trì và sửa chữa cho đến ngày16 tháng 6. Con tàu lên đường đi Port Everglades, Florida để bắt đầu phục vụ cùng Phòng Phát triển Chống ngầm Hạm đội Đại Tây Dương từ ngày 25 tháng 6, khi nó thử nghiệm chiến thuật và thiết bị chống ngầm phối hợp cùng với tàu ngầm và tàu hộ tống cho đến ngày 7 tháng 9. Sau khi được đại tu tại Charleston, South Carolina, nó khởi hành vào ngày 3 tháng 11 để đi đến Green Cove Springs, Florida.
Mosley được cho xuất biên chế tại đây vào ngày 15 tháng 3, 1946 và được đưa về Hạm đội Dự bị Đại Tây Dương. Thoạt tiên neo đậu cùng Đội Florida tại Green Cove Springs, nó được chuyển đến Đội Texas tại Orange, Texas vào năm 1969, nhưng tiếp tục bị bỏ không trong thành phần dự bị. Tên nó được cho rút khỏi danh sách Đăng bạ Hải quân vào ngày 2 tháng 1, 1971, và con tàu cuối cùng bị bán để tháo dỡ vào ngày 22 tháng 8, 1973.

## Phần thưởng
Mosley được tặng thưởng hai Ngôi sao Chiến trận do thành tích phục vụ trong Thế Chiến II.
|  |                           |  |
|  | Bronze star · Bronze star |  |

| Dãi băng Hoạt động Tác chiến (truy tặng) |                                                                              |                                      |
| Huân chương Chiến dịch Hoa Kỳ            | Huân chương Chiến dịch Châu Âu-Châu Phi-Trung Đông với 2 Ngôi sao Chiến trận | Huân chương Chiến thắng Thế Chiến II |